# Giuseppe La Placa
Giuseppe La Placa (ur. 16 listopada 1962 w Resuttano) – włoski duchowny katolicki, biskup Ragusy od 2021.

## Życiorys

### Prezbiterat
Święcenia kapłańskie przyjął 29 czerwca 1986 i został inkardynowany do diecezji Caltanissetta. Przez wiele lat pracował jako duszpasterz parafialny, był też m.in. diecezjalnym duszpasterzem młodzieży, a także wykładowcą i prefektem instytutu teologicznego w Caltanissetcie. W 2006 został mianowany prowikariuszem generalnym diecezji, a trzy lata później objął funkcję wikariusza generalnego. 

### Episkopat
8 maja 2021 papież Franciszek mianował go biskupem diecezji Ragusa. Sakry udzielił mu 16 lipca 2021 biskup Mario Russotto.